# Nakazava Júko
Nakazava Júko (中澤裕子; Fukucsijama, 1973. június 19. –) japán énekesnő és színésznő. A Morning Musume első generációjának tagja, első vezetője, de láthattuk a Dream Morning Musume-ben is, jelenleg az UFP szólistája.

## Élete

### 1997–2000
1997-ben indult a SharanQ női vokalistáját kereső meghallgatáson, de nem nyert. Bekerült azonban azon öt lány közé, akikből Cunku később megalapította Morning Musume-t. Megalakulásuk után nem sokkal szólókarrierje is elindult, 2000-ben pedig közreműködött a „Folk Songs” széria lemezein. Ebben az évben tagja lett a H!P nyári kevert csapatai közül az Akagumi4-nak.

### 2001–2005
2001. április 15-én elhagyta a csoportot, aminek az volt az oka, hogy 14 évvel volt idősebb az akkori legfiatalabb tagnál, Kago Ai-nál. 2004-ben részt vett a H!P All stars-ban, majd a 2005-ös nyári kevert csapatban, a Puripuri Pink-ben, áprilisban pedig a Tchunen TV műsor egyik házigazdája lett.

### 2007–2009
2007-től több színdarabban és filmben is játszott, és tovább egyengette szólókarrierjét, és az év végéig közreműködött a Hello! Morning heti show-jában is. 2009-ben az egész Elder Club-bal elhagyta a Hello! Project-et, és vezető pozícióját átadta Takahasi Ai-nak.

### 2010–2014
2010-ben a Morning Musume párizsi fellépésén, a Japan Expo-n vendégként volt jelen, majd tagja lett a Georgia Coffee-t reklámozó Afternoon Musume-nek. 2011-ben tagja lett a Dream Morning Musume-nek, majd szerepelt a „TWILIGHT FILE 8: Fighting Okan” című filmben. 2012-ben regisztráltatta házasságkötését, de ceremóniát nem tartottak, majd Fukuoka-ra költöztek férjével. Június 19-én, a születésnapi live-ján bejelentette, hogy 5 hónapos terhes, november 25-én pedig életet adott egy kislánynak. 2014 decemberében bejelentették, hogy második gyermekével várandós.

## Diszkográfia

### Albumok
- [1998.12.12] Nakazawa Yuko Dai Isshou
- [2004.07.22] Dai Nisshou ~Tsuyogari~

### Best-of Albumok
- [2008.12.10] Legend

### Kislemezek
- [1998.08.05] Karasu no Nyoubou
- [1998.12.02] Odaiba Moonlight Serenade (with Takayama Gen)
- [1999.06.09] Junjou Koushinkyoku
- [2000.07.12] Shanghai no Kaze
- [2001.02.15] Kuyashi Namida Porori
- [2001.08.01] Futari Gurashi
- [2002.08.28] Tokyo Bijin
- [2003.05.21] GET ALONG WITH YOU
- [2004.02.11] Genki no Nai Hi no Komoriuta / Nagaragawa no Hare
- [2004.05.26] DO MY BEST
- [2006.09.27] Urara
- [2007.10.10] Danna-sama

## Filmográfia

### Filmek
- Mini Moni ja Movie: Okashi na Daibōken!

(ミニモニ。じゃムービーおかしな大冒険) (2002)
- Tetsujin 28-go (鉄人28号) (2005)

### Drámák
- Mukai Arata no Dōbutsu Nikki ~Aiken Rossinante no Sainan~

(向井荒太の動物日記～愛犬ロシナンテの災難～) (2001)
- Beauty 7 (ビューティ7) (2001)
- Gokusen (ごくせん) (2002)
- Ginza no Koi (ギンザの恋) (2002)
- Densetsu no Madame (伝説のマダム) (2003)
- Home Maker (ほーむめーかー) (2004)
- Kochira Hon Ikegami Sho (こちら本池上署) (2004)
- Getsuyou Golden (月曜ゴールデン) (2007)